# Jorge Rojas
Jorge Luis Rojas Mendoza (Concepción, 1993. január 7. –) paraguayi labdarúgó, az argentin Gimnasia LP középpályása kölcsönben a Benficától.